# Helmut Echternach
Helmut Friedbert Richard Siegfried Echternach (ur. 20 marca 1907 w Pęciszewie koło Braniewa, zm. 25 lutego 1988 w Hamburgu) – pastor, teolog luterański (dogmatyk), biskup.

## Życiorys

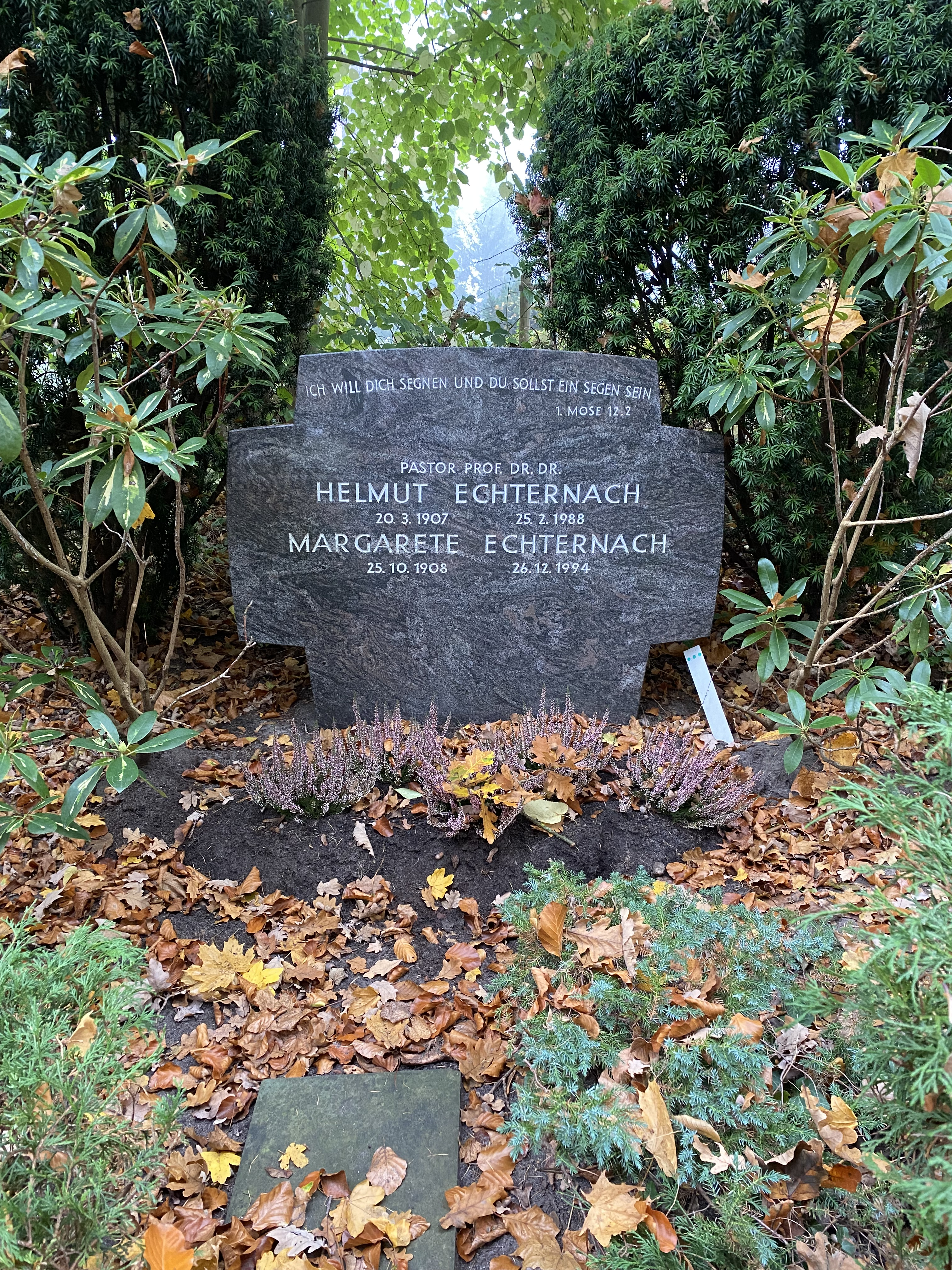
Grób

Urodził się jako syn pastora Richarda Echternacha i jego żony Elisabeth z domu Spaltowski. Uczęszczał do gimnazjum w Królewcu. W latach 1925–1930 studiował na Uniwersytecie Albrechta w Królewcu teologię protestancką, filozofię i filologię indyjską. W 1928 uzyskał doktorat z filozofii, zaś w 1930 doktorat z teologii protestanckiej w Greifswaldzie. W 1931 roku uzyskał habilitację z teologii systematycznej i filozofii religii, w 1932 przyjął święcenia kapłańskie. Od 1932 do 1939 był proboszczem w parafii Goddentow - Łęcze Pomorskiego Kościoła Ewangelickiego. 1 maja 1933 przystąpił do NSDAP (numer członkowski 2 148 064).
W 1939 rozpoczął służbę wojskową, następnie służył w wojsku w latach 1942–1945, a w 1945 r. (do 1946) dostał się do niewoli brytyjskiej.
Od października 1946 był proboszczem w kościele św. Mateusza w Hamburgu. W 1947 założył ekumeniczną grupę dyskusyjną, której celem było promowanie dialogu między chrześcijanami katolickimi, luterańskimi i prawosławnymi. W 1954 otrzymał stanowisko nauczyciela teologii systematycznej na Uniwersytecie w Hamburgu, a w 1957 został proboszczem w kościele św. Piotra w Hamburgu.
W 1966 roku ufundował luterańskie Bractwo św. Atanazego. 18 października tego samego roku przyjął święcenia biskupie w Genewie w sukcesji apostolskiej (jako biskup nosił imię Ignacy V). Od 1970 Echternach wykładał także na Université Européenne w Amsterdamie. W 1973 roku przeszedł na emeryturę jako pastor i zmarł w Hamburgu w 1988 roku.
Od 1933 był żonaty z Margarete z domu Benecke (1908–1994). Miał czworo dzieci: synów Horsta (1934), był starszym radnym kościelnym EKD) i Jürgena (1937, był m.in. przewodniczącym federalnym Związku Junge Union), a także jego córki: Christel (została nauczycielką) i Angelika (sędzia okręgowa).
Zmarł w 1988 w Hamburgu. Pochowany został na cmentarzu w Bergedorfie.

## Publikacje (wybór)
- Der Begriff des Geistes bei Immanuel Hermann von Fichte(inne języki), Königsberg 1928
- Studien zur Ontologie des Wortes: I. Der reformatorische Schriftbegriff. Seine ontologische Wurzeln und sein Zerfall, Gütersloh 1931
- König und Kardinal. Roman, Berlin 1937
- Es stehet geschrieben... : Eine Untersuchung über die Grenzen der Theologie und die Autorität des Wortes, Berlin 1937
- Die verborgene Wahrheit. Von den Grenzen des Denkens und der jenseitigen Wahrheit, Berlin 1938
- Verborgene Schuld. Novellen, Hamburg 1947
- Der Eid des Hohenstaufen. Roman, Hamburg 1948
- Segnende Kirche, Hamburg 1948
- Evangelischer Gottesdienst. Eine Erklärung zur Sonntagsliturgie für die evangelische Gemeinde, Hamburg 1948
- Der Kommende. Die Offenbarung St. Johannes’ – für die Gegenwart ausgelegt, Gütersloh 1950
- Willensfreiheit und Vorsehung, Witten 1954
- Die katholische Lehre von der Gotteserkenntnis, Lüneburg 1957
- Kirchenväter, Ketzer und Konzilien, Göttingen 1962
- Theozentrische Existenz, Witten 1965
- Die lutherische Erbsündenlehre – als ökumenische Verheißung, Amsterdam 1973
- Dogmatik I. Ökumenischer Glaube – heute. Spiritus Sanktus non est skeptikus. Luther, Frankfurt am Main 1983
- Unter der Himmelsleiter. Predigten, hg. von Horst Echternach, Erlangen 1996